# La Cuisine de Marguerite
La Cuisine de Marguerite est un recueil de textes de Marguerite Duras publié en 1999 aux éditions Benoît Jacob et interdit d'exploitation la même année. L'ouvrage était composé de recettes de cuisine de Marguerite Duras, accompagnées de transcriptions d'entretiens radiophoniques. 

## Genèse de l'œuvre
Marguerite Duras avait envisagé en 1987 d'inclure ces recettes dans un autre recueil de textes, La Vie matérielle ; elle y avait finalement renoncé, tout en gardant à l'esprit le projet d'en faire un petit livre. Jean Mascolo, son fils, publie La Cuisine de Marguerite en 1999, sans en avertir Yann Andréa exécuteur littéraire de l'auteur. Ce dernier, avant la sortie du recueil, s'oppose, par l'intermédiaire de son avocat, à sa publication. Quelques jours après sa sortie dans les librairies, La Cuisine de Marguerite fait l'objet d'une demande d'interdiction d'exploitation. Celle-ci, repoussée en référé dans un premier temps, est par la suite acceptée par le juge le 19 mai 1999. Le 13 septembre 1999, la cour d'appel de Paris confirme cette décision. Yann Andréa déclare : « Nous étions en présence d'un ouvrage qui mélangeait des textes écrits par Marguerite Duras, les modifiait, les accompagnait de photographies qui n'ajoutaient rien et d'extraits d'entretiens inappropriés. L'ensemble n'était pas l'œuvre de Duras et ne pouvait donc pas être signé par elle […] En allant à l'encontre de la décision de l'exécuteur littéraire que je suis de ne pas laisser publier une œuvre contrefaisante, Jean Mascolo savait qu'il s'exposait à une sanction judiciaire. »

## Édition
- Marguerite Duras, La Cuisine de Marguerite, Benoît Jacob, 1999.